# John Lawrence Manning

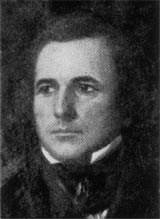
John Lawrence Manning

John Lawrence Manning (* 29. Januar 1816 im Clarendon County, South Carolina; † 24. Oktober 1889 in Camden, South Carolina) war ein US-amerikanischer Politiker und von 1852 bis 1854 Gouverneur von South Carolina.

## Frühe Jahre und politischer Aufstieg
John Manning entstammte einer prominenten Politikerfamilie in South Carolina. Er war mit vier weiteren Gouverneuren von South Carolina verwandt, die alle entweder Manning oder Richardson hießen. Sein Vater Richard Irvine Manning war zwischen 1824 und 1826 Gouverneur gewesen. Der junge John absolvierte die Princeton University und das South Carolina College, die spätere University of South Carolina, die er 1836 erfolgreich abschloss. Später war er auch Mitglied des Kuratoriums dieser Universität. Zwischen 1842 und 1846 war Manning Abgeordneter im Parlament von South Carolina und von 1846 bis 1852 war er im Senat seines Landes. Als Mitglied der Demokratischen Partei wurde er im Jahr 1852 von den Abgeordneten in geheimer Wahl zum neuen Gouverneur seines Landes gewählt.

## Gouverneur von South Carolina
Mannings zweijährige Amtszeit begann am 1. Dezember 1852 und endete am 1. Dezember 1854. In dieser Zeit überschattete der Gegensatz zwischen Nord- und Südstaaten der USA, alle anderen Ereignisse in den Vereinigten Staaten. Nachdem der US-Kongress mit dem so genannten Kansas-Nebraska Act den Missouri-Kompromiss von 1820 aufgehoben hatte und damit die Ausweitung der Sklaverei in diese beiden Territorium erlaubte, eskalierte der Streit zwischen den beiden Lagern erneut. Die Atmosphäre zwischen dem Norden und dem Süden wurde immer giftiger. Im Norden wurde die Sklaverei als Institution in Frage gestellt. Dort setzten sich die Abolitionisten für die Freilassung der Sklaven und das Ende der Sklaverei ein. Im Süden, allen voran South Carolina, sah man in der Sklaverei kein Unrecht. Die gesamte Wirtschaft basierte auf dieser Einrichtung. Eine Abschaffung der Sklaverei war für den Süden undenkbar. Gouverneur Manning unterstützte in dieser Angelegenheit seine Landsleute. In dieser Zeit wurde in South Carolina wieder vermehrt über einen Austritt aus der Union diskutiert. Diese Frage führte schließlich 1861 zum Ausbruch des Bürgerkrieges. Die Angelegenheit hatte auch einen verfassungsrechtlichen Hintergrund. Die Frage lautete, ob ein Bundesstaat der USA, der seinerseits freiwillig in die Union eingetreten war, ebenso freiwillig wieder aus der Union ausscheiden könne oder ob er als Teil der gesamten Nation untrennbar mit dieser verbunden sei. Der Süden war der Meinung, dass jedem Staat ein Austritt aus der Union freistehe. Der Norden, vor allem die neu gegründete Republikanische Partei, sah dies anders. Die Entscheidung zu Gunsten des Nordens fiel schließlich im Sezessionskrieg.

## Weiterer Lebenslauf
Die Verfassung von South Carolina erlaubte keine zusammenhängenden Amtszeiten der Gouverneure. Daher konnte Manning 1854 nicht direkt wiedergewählt werden. In der Folge lehnte er ein Angebot von Präsident James Buchanan ab, der ihn zum amerikanischen Botschafter in Russland machen wollte. Nach der Wahl von Abraham Lincoln zum neuen US-Präsidenten im November 1860 wurde in South Carolina ein Sonderkonvent einberufen, zu dem auch Manning gehörte. Einzige Aufgabe dieser Versammlung war die Besiegelung des Austritts von South Carolina aus der Union. Manning hatte die so genannte Ordinance of Secession, die Austrittserklärung, mitunterschrieben. In den Kriegsjahren blieb Manning der Politik treu. Er war von 1861 bis 1865 im Senat von South Carolina und anschließend bis 1867 im Abgeordnetenhaus.
Nach dem Ende des Krieges war er in den US-Senat gewählt worden. Dort wurde ihm aber, wie den meisten Abgeordneten und Senatoren aus der ehemaligen Konföderation, der Sitz verweigert. John Manning zog sich dann aus der Politik zurück. Er starb 1889 und wurde in Columbia begraben. Manning war zweimal verheiratet und hatte insgesamt fünf Kinder.